# Arratia-Nerbioi

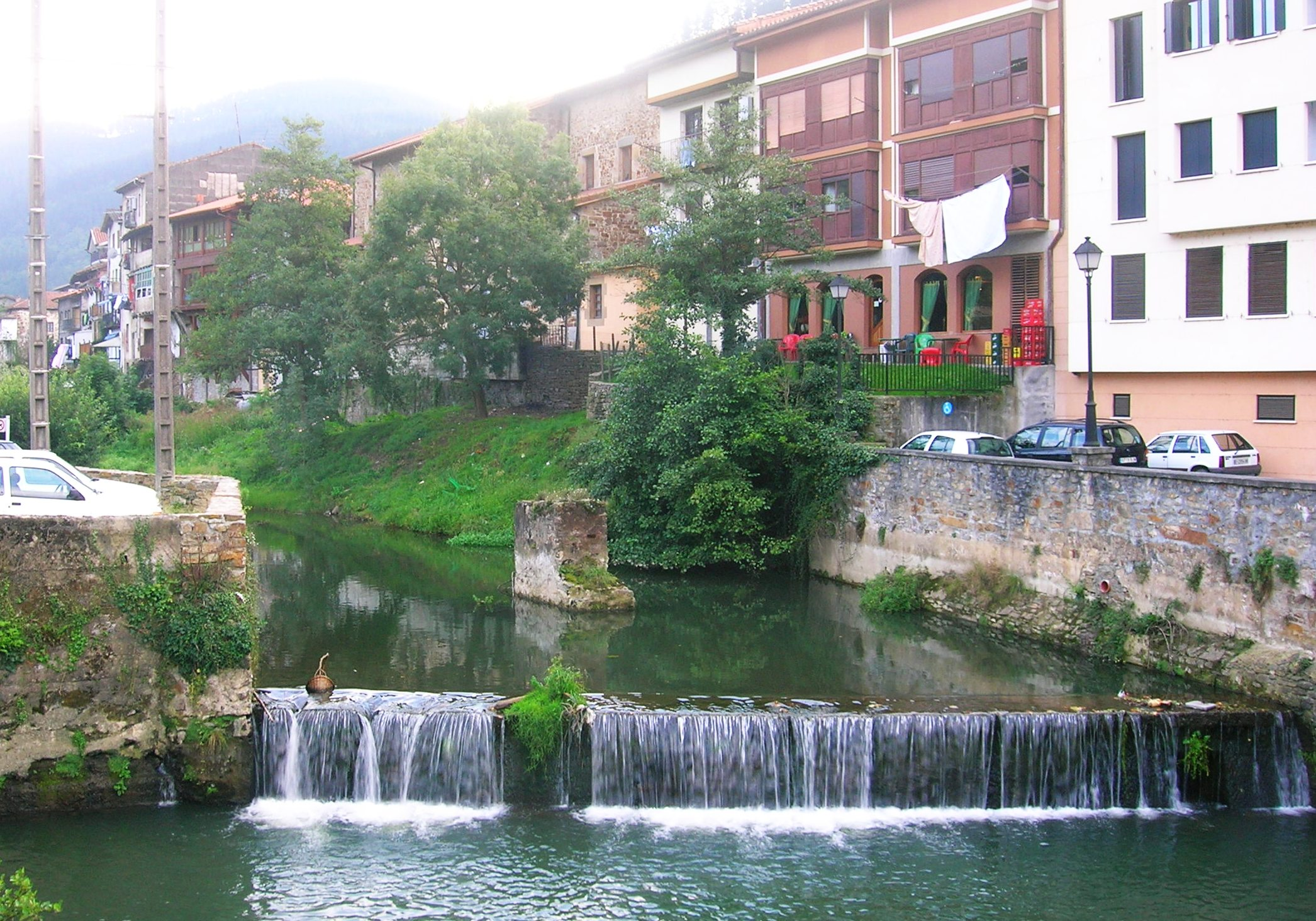
Le rio Arratia à Areatza-Villaro

Arratia-Nerbioi est une comarque dans la province de Biscaye, dans la Communauté autonome basque en Espagne.

## Géographie
La comarque est formée par les vallées d'Arratia et de Nervión. Elle se situe au sud de la province, limitée au sud par l'Alava et au nord par les comarques des Enkarterri, Gran Bilbao et Durangaldea.

## Communes
| - Arakaldo - Arantzazu - Areatza - Arrankudiaga - Artea - Bedia | - Dima - Igorre - Lemoa - Orozko - Otxandio | - Ubide - Ugao-Miraballes - Urduña - Zeanuri - Zeberio |